# Cinque Torri
Cinque Torri (w jęz. wł. pięć wież) – grupa skał w Dolomitach w okolicy Cortiny d’Ampezzo. Najwyższym szczytem jest Torre Grande, który osiąga wysokość 2361 m. Popularny rejon wspinaczkowy. W pobliżu skał znajduje się muzeum upamiętniające walki z okresu I wojny światowej.
Pięć wież to:
- Torre Grande, podzielona na trzy wierzchołki: Cima Sud, Cima Nord i Cima Ovest,
- Seconda Torre, składająca się z: Torre Lusy, Torre del Barancio i Torre Romana,
- Terza Torre lub Torre Latina,
- Quarta Torre, składająca się z: Torre Alta i Torre Bassa,
- Quinta Torre lub Torre Inglese.